# Cryphia omotoi
Cryphia omotoi är en fjärilsart som beskrevs av Charles Boursin 1968. Cryphia omotoi ingår i släktet Cryphia och familjen nattflyn. Inga underarter finns listade i Catalogue of Life.